# Trafalgar Square

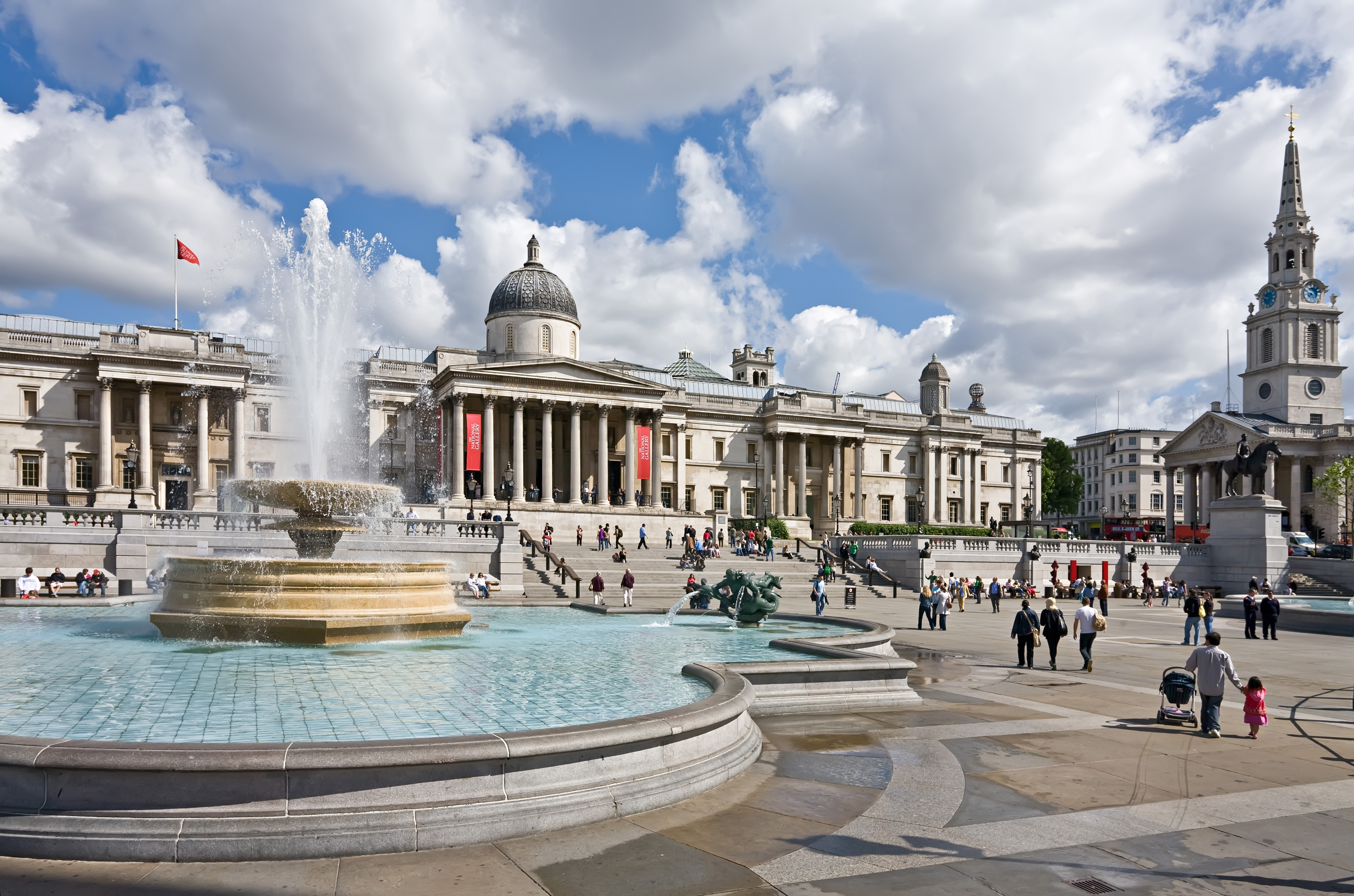
Trafalgar Square, 2009

Der Trafalgar Square (Aussprache [trəˌfælɡə ˈskwɛə(ɹ)]) ist ein großer Platz im Zentrum Londons. Hier laufen von Westminster kommend die Straße Whitehall, von Buckingham Palace die Straße The Mall, und von St James’s Palace die Pall Mall zusammen. Die Straßenkreuzung selbst wird als Charing Cross bezeichnet und gilt als die Mitte der Stadt. Über die Straße Strand gelangt man zur City of London. In unmittelbar nördlicher Nähe befindet sich der Leicester Square.

## Bebauung
Im Zuge städtebaulicher Umgestaltungen unter Prinzregent Georg wurde der Platz 1820 von John Nash geplant. Seine heutige Form erhielt er von 1840 bis 1845 durch Sir Charles Barry. 1939 wurden die zwei alten Brunnen von Sir Edwin Lutyens durch neue, mit großen Steinbecken und stärkeren Pumpen versehene ersetzt. Die Bauarbeiten an der Südseite des Platzes in den späten 1950er Jahren zeigten Ablagerungen von der letzten Warmzeit vor 125.000 Jahren, und es wurden Knochenüberreste von Höhlenlöwen, Nashorn, Waldelefanten und Flusspferden gefunden. Die letzte größere Umgestaltung fand 2003 statt, bei der die Straße vor der National Gallery in einen Platz umgewandelt wurde, zu dem eine neuangelegte breite Treppe führt.
In der Mitte des Platzes steht ein Denkmal, das die Londoner Admiral Nelson als Dank für den Sieg der Engländer über die Franzosen und Spanier setzten, die sich in der Schlacht von Trafalgar verbündet hatten. Admiral Lord Nelson wurde bei dieser bekannten Schlacht (1805) tödlich verwundet und schließlich zurück nach London gebracht und dort in der St Paul’s Cathedral beigesetzt. Die Nelsonsäule (englisch Nelson’s Column) mit dem Admiral auf der Spitze ist mit 51 Metern so hoch wie Nelsons Flaggschiff Victory vom Kiel bis zur Mastspitze und wurde 1842 erbaut. Am Fuß der Säule befinden sich vier Löwenskulpturen aus Bronze, die von Sir Edwin Landseer geschaffen wurden.
Im Norden der Nelsonsäule befinden sich die Brunnen, die von Sir Edwin Lutyens geschaffen wurden. Diese zwei Brunnen sind ein Ersatz für zwei alte Brunnen, die sich nun in den Kanadischen Städten Ottawa und Regina befinden. Der westliche Brunnen ist eine Gedenkstätte für Admiral Jellicoe, der östliche Brunnen für Admiral Beatty.
An den südlichen Ecken des Platzes befinden sich die Standbilder der Generäle Napier und Havelock. In der Nordostecke steht ein Reiterstandbild Georgs IV. und in der Nordwestecke ein leerer Sockel (siehe Die vierte Plinthe). Am Fuße der Treppe, die zur Terrasse vor der National Gallery führt, befindet sich außerdem eine Bronzebüste Admiral Cunninghams.
Am nördlichen Ende des Trafalgar Square befindet sich die National Gallery, ein bedeutendes Kunstmuseum. Die Kirche St Martin-in-the-Fields befindet sich im Nordosten des Platzes, in ihr finden häufig Konzerte statt, u. a. von der Academy of St Martin in the Fields. Im 1827 erbauten Canada House, auf der Westseite des Platzes, ist die Konsular- und Kulturabteilung der kanadischen Botschaft untergebracht. Auf der Ostseite steht das in den 1930er Jahren erbaute South Africa House, vor dem in den 1980er Jahren viele Anti-Apartheid-Demonstrationen stattfanden, da sich in ihm die Südafrikanische Botschaft befindet.
Auf dem Platz und rund um angrenzende Gebäude gilt seit dem Jahr 2000 ein streng durchgesetztes Fütterungsverbot von Tauben. U. a. verursachten Ausscheidungen einer großen Population der Vögel in diesem Areal Verschmutzungen und Beschädigungen an Gebäuden.

Trafalgar Square um 1850
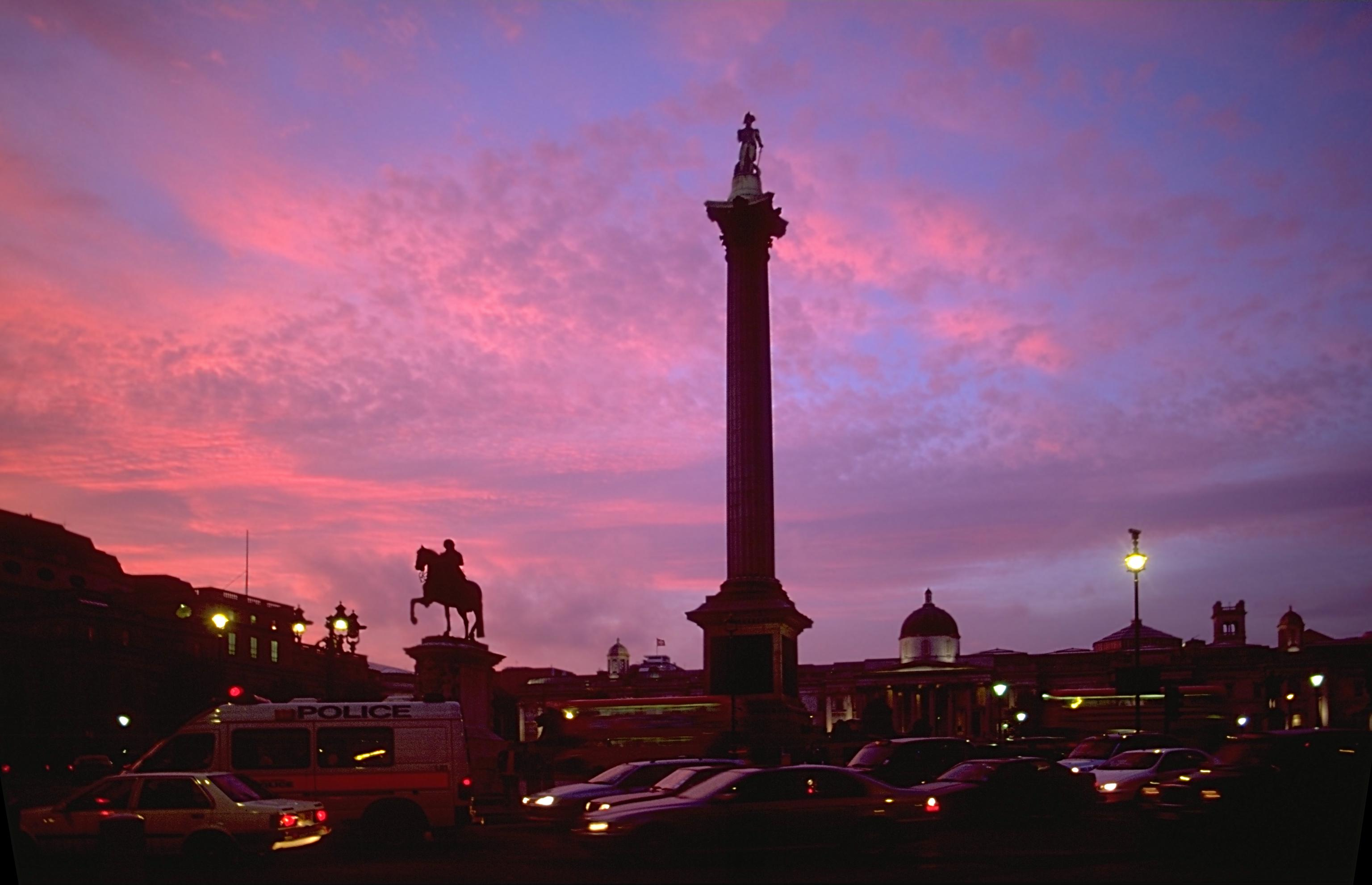
Nelson’s Column bei Sonnenuntergang
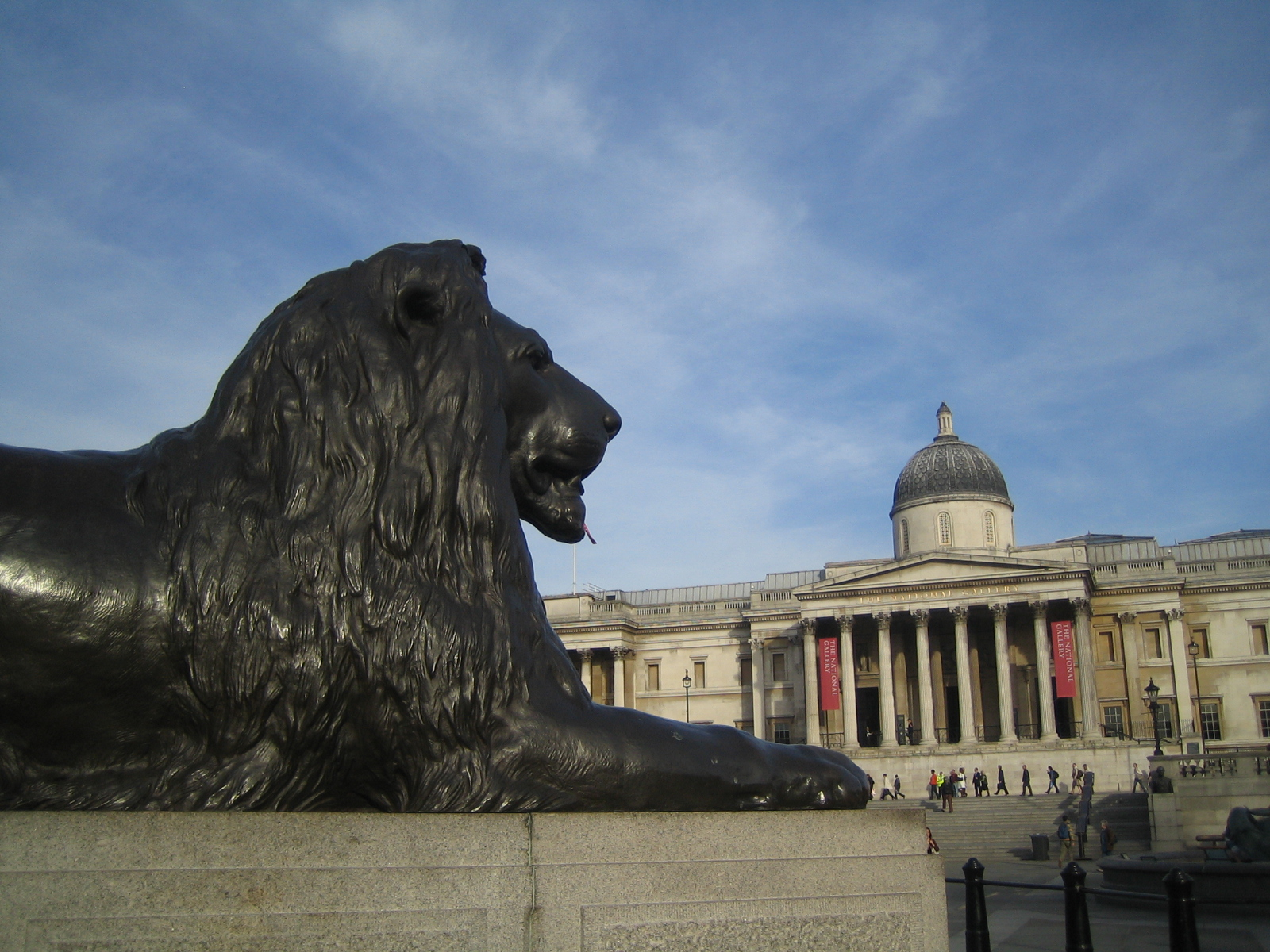
Blick auf die National Gallery
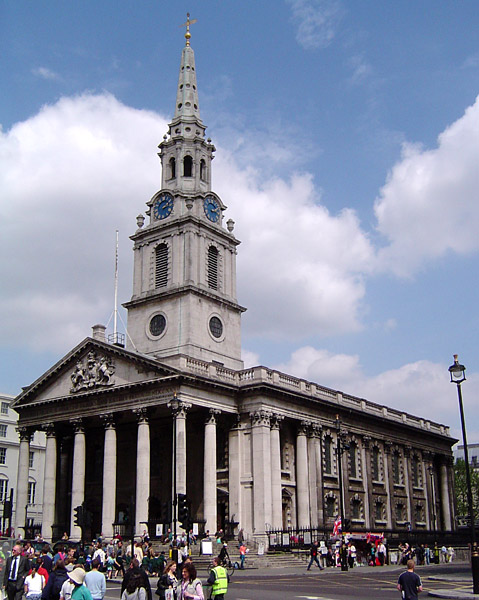
St Martin-in-the-Fields
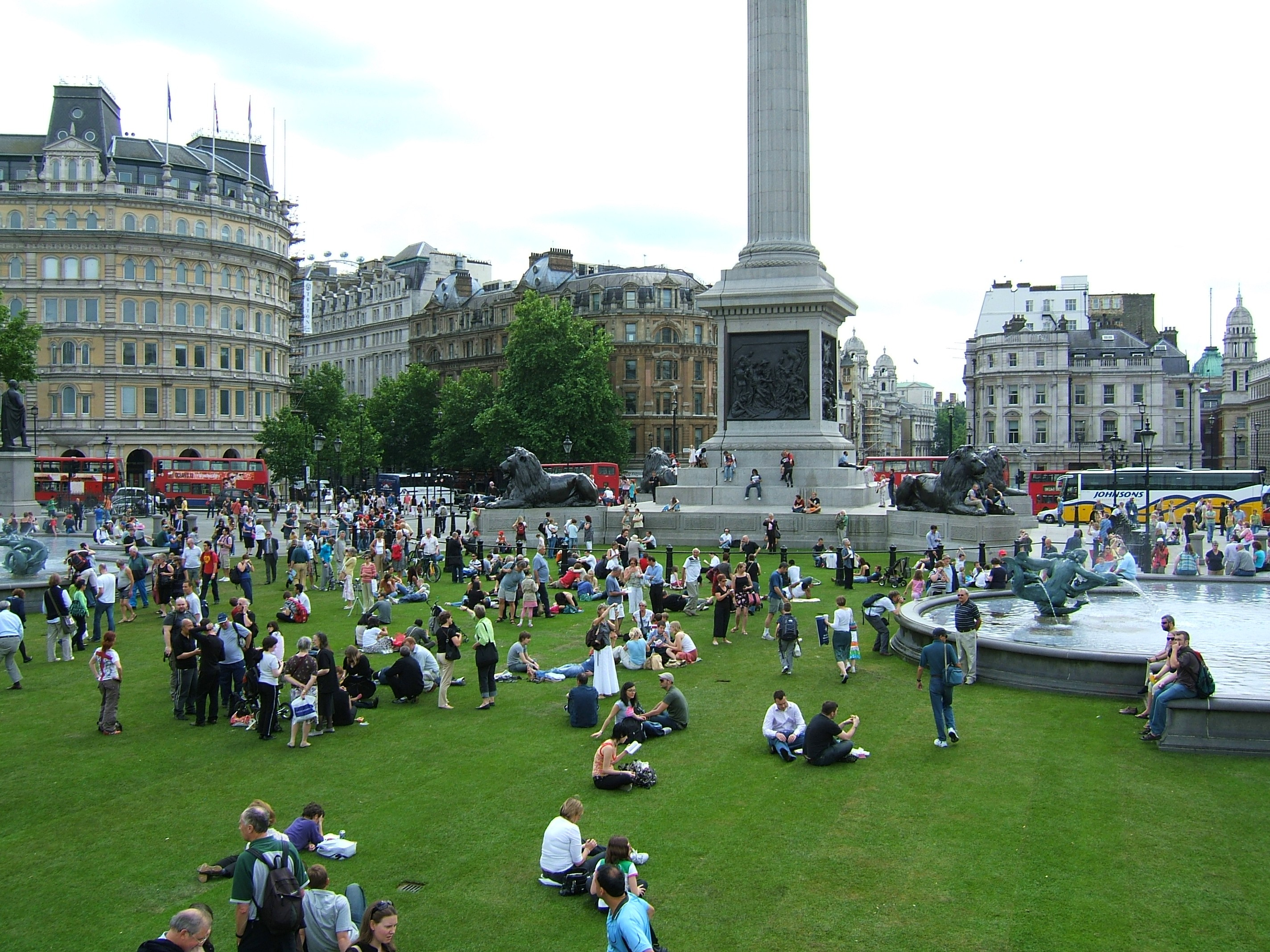
2007 wurde der Platz für zwei Tage begrünt.
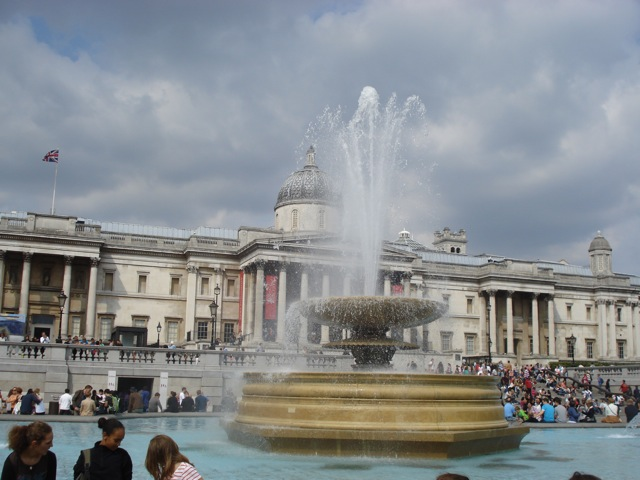
Brunnen am Trafalgar Square
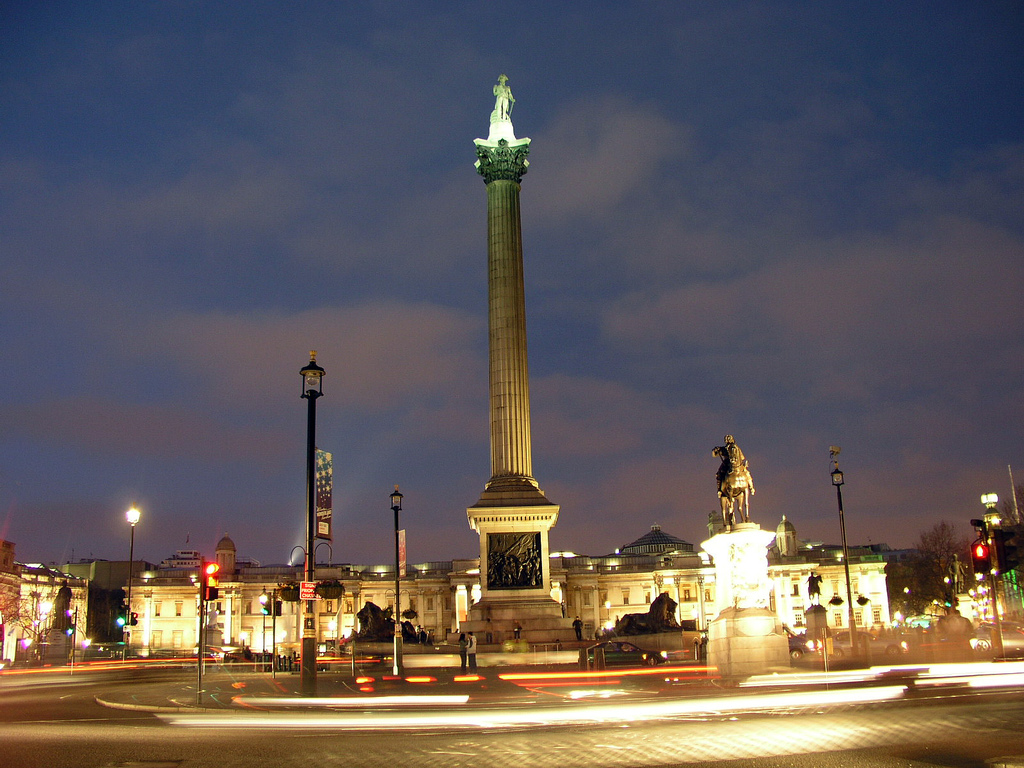
Abendstimmung
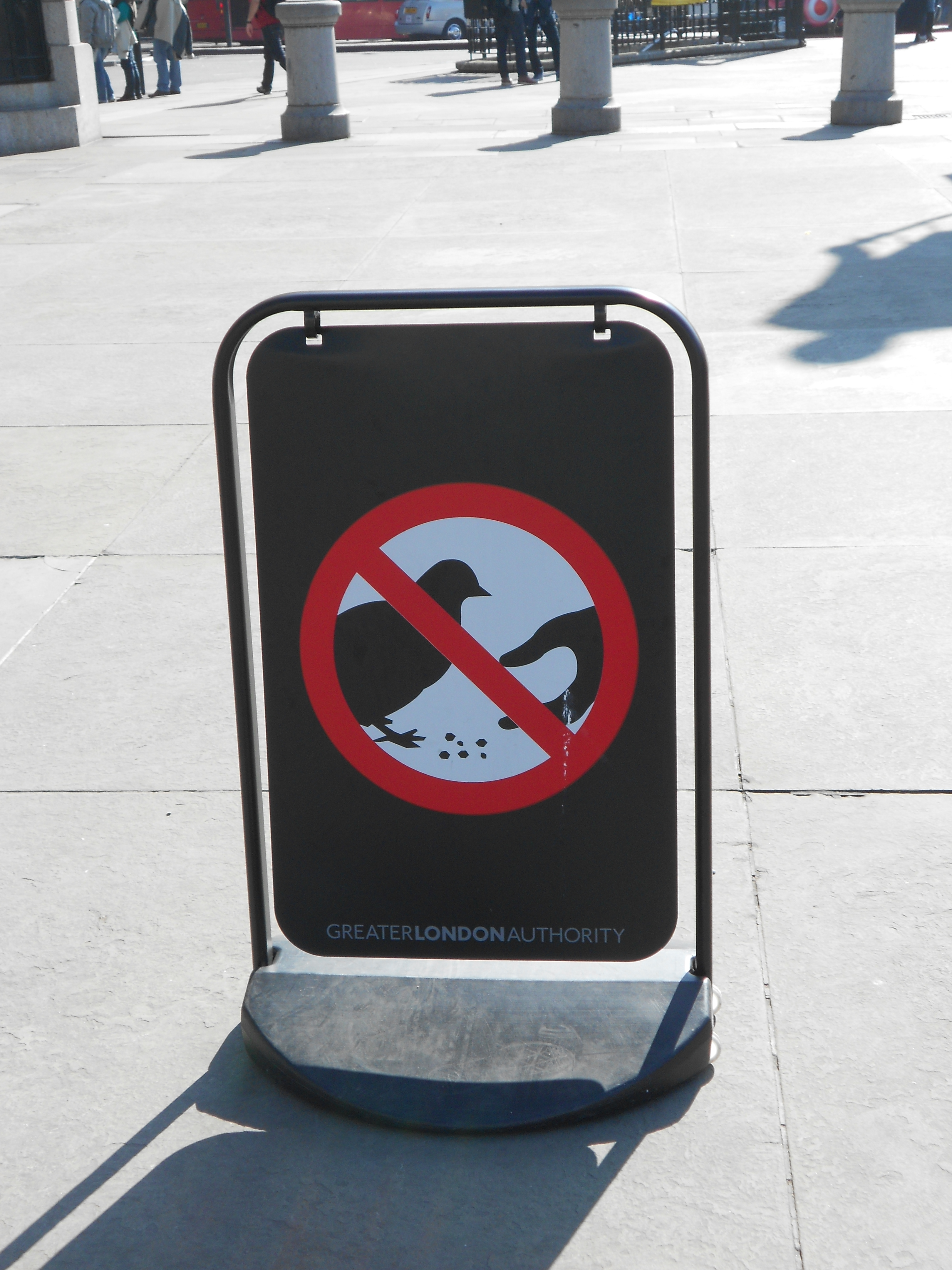
„Tauben füttern verboten!“
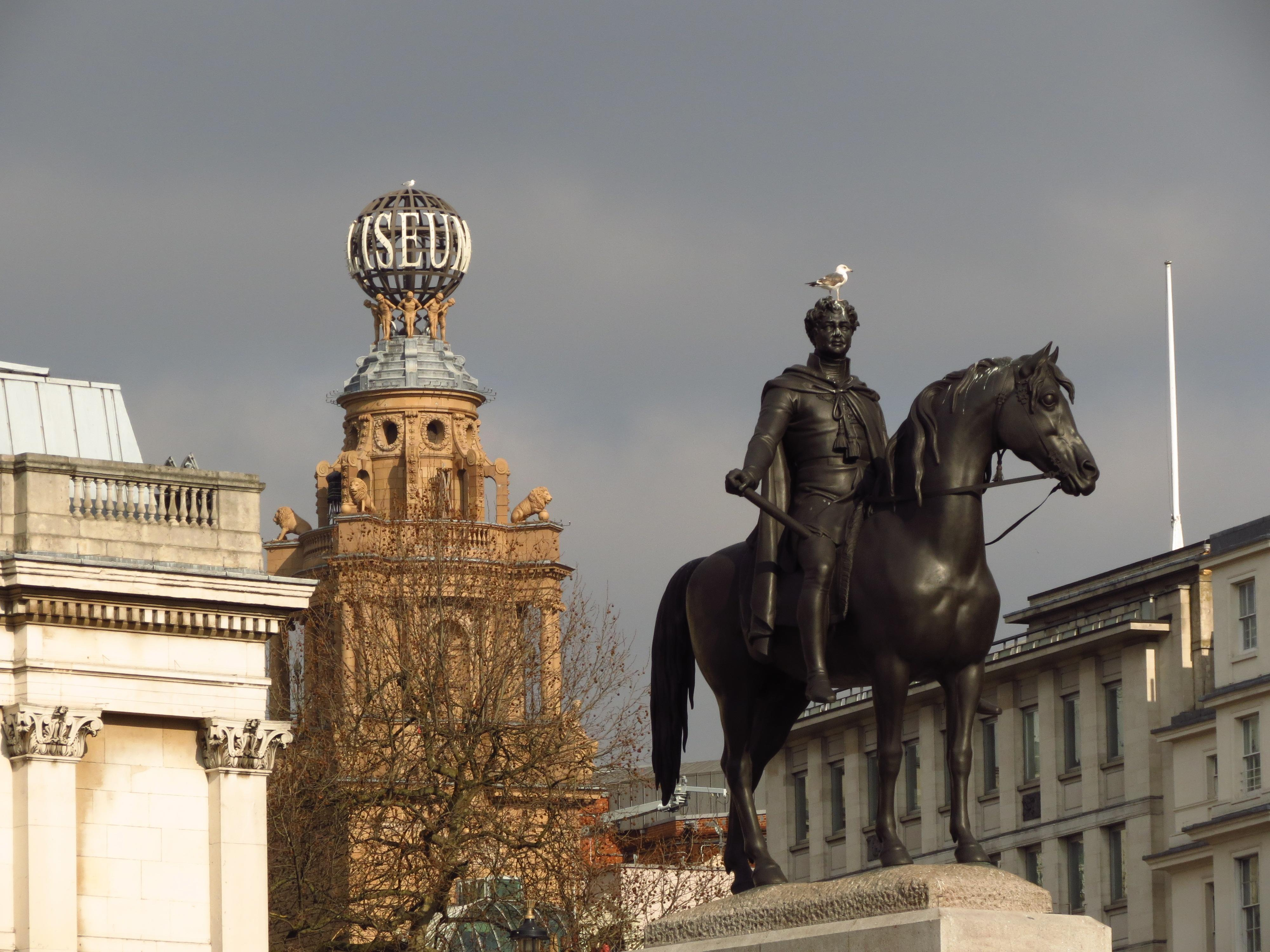
Reiterstandbild von König Georg IV.
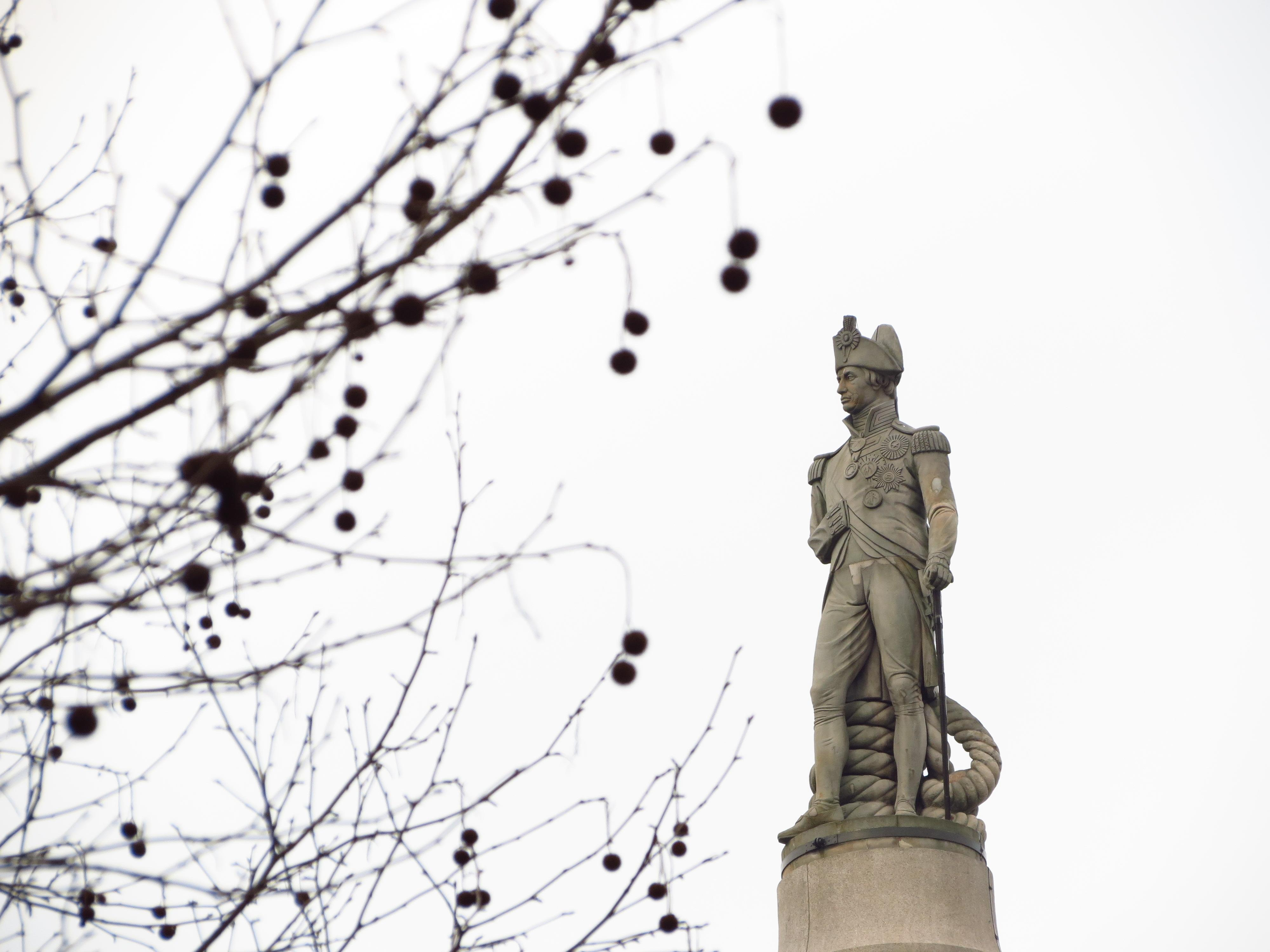
Nelson-Standbild
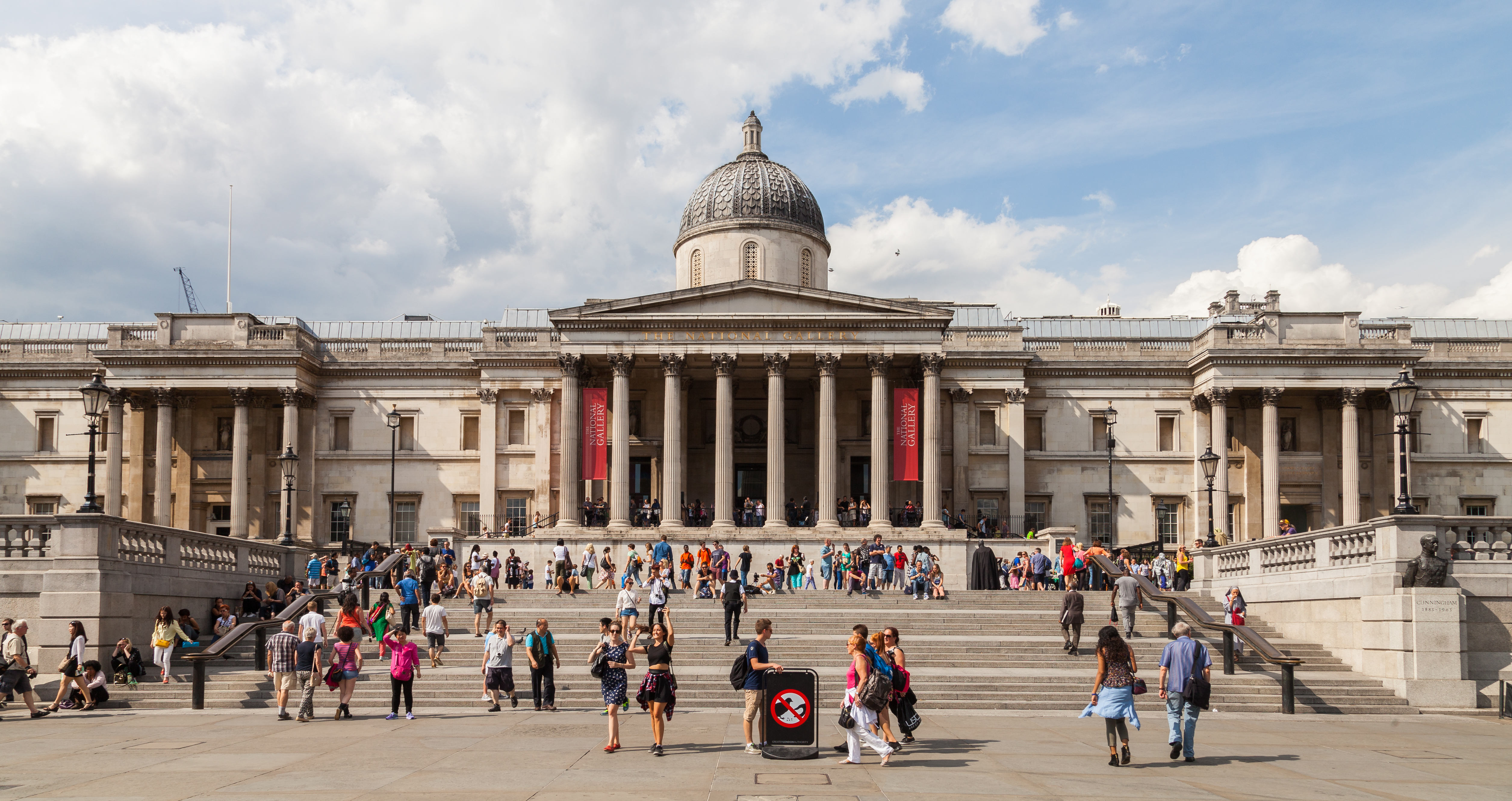
National Gallery
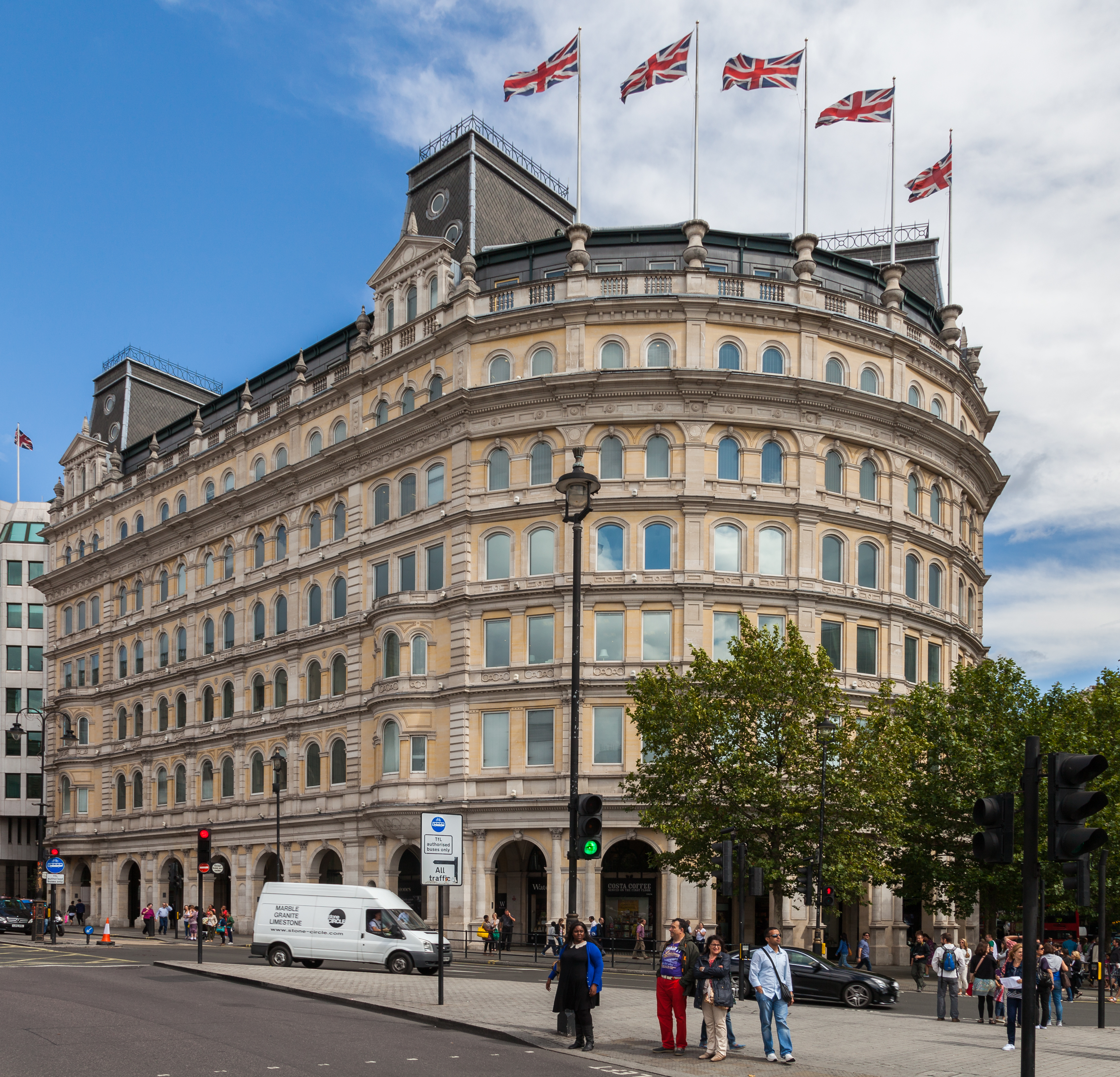
Grand Buildings

## Bedeutung

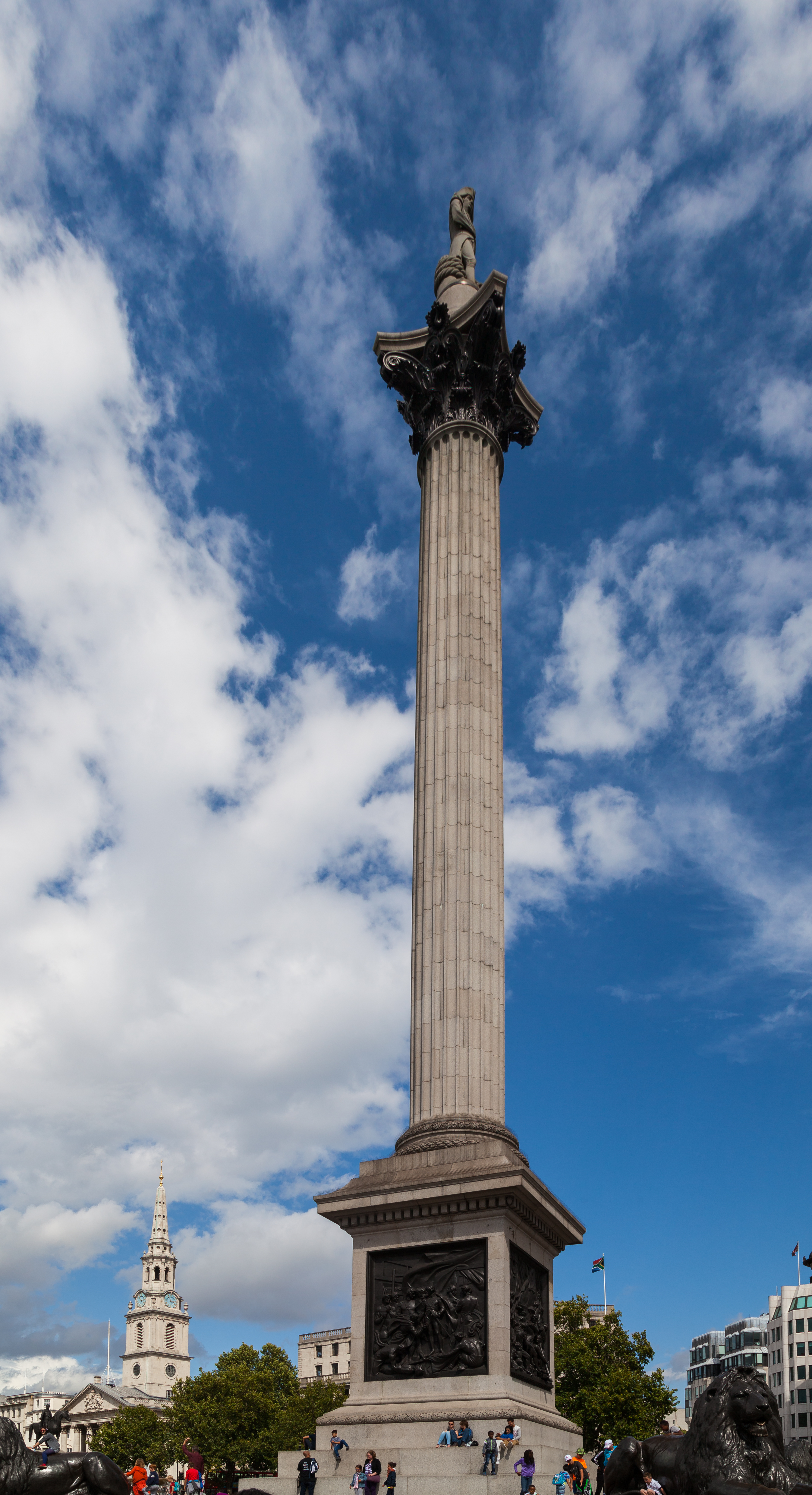
Blick von der National Gallery aus

Vom Eingang der National Gallery aus bekommt der Betrachter einen Eindruck von Weite, durch die Größe des Platzes, und Tiefe, durch die nach Süden verlaufende Whitehall, mit dem Parlament nebst Uhrturm am Ende. Wahrscheinlich war das von Nash und Barry auch bewusst so geplant und umgesetzt worden. Die zentrale Nelson’s Column zieht den Blick dann in die Höhe. Der Gesamteindruck ist überwältigend und vermittelt ein Gefühl von Größe, die das Britische Weltreich zu dieser Zeit hatte. Dieser Eindruck wird noch durch die auf dem Platz befindlichen Standbilder von Kriegshelden und Monarchen vergangener Epochen verstärkt. Die Achse Westminster–Trafalgar Square wird gesäumt von Verteidigungsministerium und Downing Street.
Schon mit der Installation der ersten Brunnen mit ihren großflächigen Außenbecken 1845 verfolgte man u. a. den Zweck, Zusammenrottungen mit folgenden Ausschreitungen zu behindern. Seiner zentralen Lage wegen war der Trafalgar Square dennoch im Laufe seiner Geschichte immer wieder Ort von Freudenbekundungen und politischen Demonstrationen. So versammelten sich am 8. Mai 1945 die Menschen hier und in der einmündenden Whitehall, um Winston Churchills Ansprache zum Sieg über Deutschland zu hören. Am 31. März 1990 war der Trafalgar Square dann einer der Hauptschauplätze der „Poll Tax Riots“ im Zusammenhang mit der geplanten Einführung einer Kopfsteuer.
Häufig finden auf dem Trafalgar Square Festivals unterschiedlicher Art statt. Beispiele sind hier das London Film Festival, Kunst- oder auch  Comedy Festivals.

## Die vierte Plinthe
Der von Sir Charles Barry entworfene, 1841 gebaute vierte Sockel (engl. plinth) in der nordwestlichen Ecke sollte ursprünglich ein Reiterstandbild Williams IV. tragen, blieb aber auf Grund fehlender Mittel leer. Später konnte man sich nicht einigen, welcher Monarch oder militärischer Held dort aufgestellt werden sollte. 1999 initiierte die Royal Society of Arts das Fourth Plinth Project, das die Plinthe vorübergehend für die Werke dreier zeitgenössischer Künstler nutzte, Mark Wallinger (1999), Bill Woodrow (2000) und Rachel Whiteread (2001). Anschließend blieb der Sockel wieder ungenutzt, bis auf einige, teilweise ungenehmigte Werbegags von Unternehmen. Bei den Debatten über die weitere Nutzung fand der Vorschlag für ein Nelson-Mandela-Denkmal besonders viel Aufmerksamkeit. Ein von der Regierung eingesetztes Komitee zur zukünftigen Nutzung des Sockels wertete die öffentliche Reaktion auf das Projekt der Royal Society of Arts aus und empfahl einmütig, die vierte Plinthe solle weiterhin für Serien zeitgenössischer Kunstwerke genutzt werden, die bei führenden nationalen und internationalen Künstlern in Auftrag gegeben werden.
Darauf übernahm die neue Greater London Authority die Verantwortung für den Sockel und begann mit einer Serie wechselnder Ausstellungen. Im September 2005 startete sie mit der Marmorskulptur Alison Lapper pregnant von Marc Quinn, einer 3,6 m hohen und 15 Tonnen schweren Statue der nackten und hochschwangeren Alison Lapper, und wechselte im November 2007 zur temporären Ausstellung der Skulptur aus bunten Glasplatten Model for a Hotel 2007 des deutschen Künstlers Thomas Schütte.
Vom 6. Juli 2009 bis zum 14. Oktober 2009 war die Plinthe Gegenstand des Living-Art-Projekts One & Other des englischen Bildhauers Antony Gormley. Insgesamt 2.400 ausgewählte Besucher des Platzes waren eingeladen, jeweils eine Stunde lang auf der Plinthe sich selbst darzustellen.
Vom 24. Mai 2010 bis zum 30. Januar 2012 stellte der nigerianisch-britische Künstler Yinka Shonibare mit Nelson’s Ship in a Bottle ein überdimensioniertes Buddelschiff auf der vierten Plinthe aus. Es wurde anschließend vom National Maritime Museum in Greenwich gekauft und ist jetzt dort zu sehen.
Für den im Frühjahr 2012 geplanten Wechsel der Skulpturen auf der Plinthe wurden im Juli 2010 sechs Bewerber in die engere Auswahl genommen. Es waren dies der britische Künstler Brian Griffiths mit einer Nachbildung eines Battenbergkuchens, Mariele Neudecker mit einer Nachbildung Britanniens als Gebirgslandschaft, das amerikanisch-kubanische Künstlerpaar Allora & Calzadilla mit einem Orgelnachbau als Bankomat, Hew Locke mit einem Reiterstandbild, das mit Amuletten behangen zum Götzenbild wurde, Katharina Fritsch mit einem blauen Hahn aus glasfaserverstärktem Kunststoff und schließlich Elmgreen und Dragset, die ein Schaukelpferd mit einem darauf sitzenden Jungen mit dem Titel Powerless Structures. Fig. 101 schufen. Die Entscheidung fiel auf die Bronzeskulptur von Elmgreen und Dragset, die seit dem 23. Februar 2012 die vierte Plinthe zierte und am 25. Juli 2013 von Katharina Fritschs blauem Hahn abgelöst wurde.
Vom 5. März 2015 bis zum 5. September 2016 war Hans Haackes Gift Horse zu sehen: Das dargestellte Skelett eines Pferdes nahm Bezug auf ein Werk von George Stubbs in der benachbarten National Gallery, um einen Vorderlauf war ein „Geschenkband“ drapiert, das aus einem Liveticker mit den Aktienkursen des FTSE 100 bestand.
Bis März 2018 wurde David Shrigleys Really Good präsentiert, eine monumentale „Daumen hoch“-Geste, deren hochgereckter überdimensionaler Daumen auf die Nelson-Säule Bezug nimmt. Für die Zeitspanne von 2018 bis 2020 wurde der Beitrag The Invisible Enemy Should Not Exist von Michael Rakowitz ausgewählt, eine Neuinterpretation eines Lamassu, die sich mit der Zerstörung irakischer Kulturgüter infolge des Irakkrieges und durch den IS auseinandersetzt. 2020 folgt die Installation The End der britischen Künstlerin Heather Phillipson, die sich mit der Videoüberwachung des öffentlichen Raums beschäftigt.
Seit dem 29. September 2022 steht das Kunstwerk Antelope des malawischen Künstlers Samson Kambalu auf der vierten Plithe. Es zeigt den malawischen Geistlichen und Missionar John Chilembwe und den europäischen Missionar John Chorley und ist eine Adaption eines Fotos von 1914.
Die Einweihung des Denkmals wurde durch den Tod von Königin Elizabeth II. am 8. September 2022 verzögert. Mit ihrem Tod kam die vierte Plinthe als Standort für ein dauerhaftes Denkmal ihr zu Ehren ins Gespärch und fand großen Zuspruch im Parlament. Laut dem Londoner Bürgermeister Sadiq Khan sei die Plithe als potenzieller Standort zwar nicht auszuschließen, allerdings nicht in absehbarer Zukunft. Bereits 2008 wurde die Plithe als potenzieller Standort für ein Königin-Elizabeth-Denkmal in Betracht gezogen.